# Давид Малембана
Давид Малембана (порт. David Malembana, нар. 11 жовтня 1995, Фрайталь) — мозамбіцький футболіст, захисник вірменського клубу «Ноах».
Володар Кубка Болгарії. Володар Суперкубка Болгарії.

## Клубна кар'єра
У дорослому футболі дебютував 2013 року виступами за команду «Динамо Дрезден ІІ», в якій провів два сезони, взявши участь у 16 матчах чемпіонату. 
Протягом 2015—2016 років захищав кольори клубу «Гозларер».
Своєю грою за останню команду привернув увагу представників тренерського штабу клубу «Динамо» (Берлін), до складу якого приєднався 2016 року. Відіграв за берлінський клуб наступні три сезони своєї ігрової кар'єри.
Згодом з 2019 по 2023 рік грав у складі болгарських команд «Локомотив» (Пловдив) та «Локомотив» (Софія).
До складу клубу «Ноах» приєднався 2023 року. Станом на 26 грудня 2023 року відіграв за єреванську команду 6 матчів в національному чемпіонаті.

## Виступи за збірну
У 2021 році дебютував в офіційних матчах у складі національної збірної Мозамбіку.
| Дата       | Місто  | Господарі | Результат | Гості   | Турнір            | Голи | Примітки |
| ---------- | ------ | --------- | --------- | ------- | ----------------- | ---- | -------- |
| 11-10-2021 | Танжер | Мозамбік  | 0 – 1     | Камерун | Відбір до ЧС 2022 | -    | 74'      |
| 19-11-2023 | Мапуту | Мозамбік  | 0 – 2     | Алжир   | Відбір до ЧС 2026 | -    |          |
| Усього     |        | Матчів    | 2         |         | Голів             | 0    |          |

## Титули і досягнення
- Володар Кубка Болгарії (1):

«Локомотив» (Пловдив): 2019-2020
- Володар Суперкубка Болгарії (1):

«Локомотив» (Пловдив): 2020